# Rubió de Dalt
Rubió de Dalt és un poble del terme municipal de Foradada (Noguera). El 2019 tenia 25 habitants. Està situat al contrafort oriental de la serra de Boada.
Juntament amb Rubió del Mig i Rubió de Baix formava l'antic municipi de Rubió d'Agramunt que a meitat del segle xix es va integrar a Foradada.